# The Adventures of Stevie V
The Adventures of Stevie V ist ein britischer Dance-Act, der in den frühen 1990er Jahren einige Hits in den Dance-Charts hatte.

## Leben und Wirken
Namensgeber war der Produzent Stevie Vincent (* 9. August 1963 in Bedfordshire, England), der bis 1989 zum Tanzensemble Touchdown gehörte. Sängerin Melody Washington und Keyboarder Mick Walsh komplettierten The Adventures of Stevie V. Ihre erfolgreichste Single, Dirty Cash (Money Talks), erreichte Platz 1 in den Dance-Charts und Platz 25 in den Billboard Hot 100. In England platzierte sich das Stück auf Platz 2. Im Jahr 2024 remixte der englische Produzent und DJ das Stück erneut, womit es im Internet erneut viral ging. Mit Body Language enterte das Dance-Projekt die Top 30 der englischen Hitparade. Jealousy wurde 1991 Platz 2 in den Dance-Charts.
1994 folgten die Singles Push 2 the Limit und Paradise, beide vom zweiten und bisher letzten Album Satisfy Me. Der 1997er Remix von Dirty Cash stieg 1997 in die UK-Charts und wurde somit die bisher letzte Hitsingle.

## Diskografie

### Alben
- 1990: Adventures of Stevie V
- 1993: Satisfy Me

### Singles
| Jahr | Titel Album                                     | Höchstplatzierung, Gesamtwochen, AuszeichnungChartplatzierungen (Jahr, Titel, Album, Platzierungen, Wochen, Auszeichnungen, Anmerkungen) | Höchstplatzierung, Gesamtwochen, AuszeichnungChartplatzierungen (Jahr, Titel, Album, Platzierungen, Wochen, Auszeichnungen, Anmerkungen) | Höchstplatzierung, Gesamtwochen, AuszeichnungChartplatzierungen (Jahr, Titel, Album, Platzierungen, Wochen, Auszeichnungen, Anmerkungen) | Höchstplatzierung, Gesamtwochen, AuszeichnungChartplatzierungen (Jahr, Titel, Album, Platzierungen, Wochen, Auszeichnungen, Anmerkungen) | Höchstplatzierung, Gesamtwochen, AuszeichnungChartplatzierungen (Jahr, Titel, Album, Platzierungen, Wochen, Auszeichnungen, Anmerkungen) | Höchstplatzierung, Gesamtwochen, AuszeichnungChartplatzierungen (Jahr, Titel, Album, Platzierungen, Wochen, Auszeichnungen, Anmerkungen) | Anmerkungen |
| Jahr | Titel Album                                     | DE | AT | CH | UK | US | Dance | Anmerkungen |
| ---- | ----------------------------------------------- | --- | --- | --- | --- | --- | --- | --- |
| 1989 | Dirty Cash (Money Talks) Adventures of Stevie V | DE20 (18 Wo.)DE | AT13 (14 Wo.)AT | CH16 (6 Wo.)CH | UK2 Silber · (19 Wo.)UK | US25 (19 Wo.)US | Dance1 (12 Wo.)Dance | Erstveröffentlichung: 1. Dezember 1989 Charteintritt außerhalb UK erst ab Juni 1990 Autoren: Stevie Vincent, Mick Walsh |
| 1990 | Body Language Adventures of Stevie V            | — | — | — | UK29 (5 Wo.)UK | — | — | Erstveröffentlichung: September 1990 Autoren: Stevie Vincent, Mick Walsh                                                |
| 1990 | Jealousy Adventures of Stevie V                 | — | — | — | UK58 (3 Wo.)UK | US94 (6 Wo.)US | Dance2 (14 Wo.)Dance | Erstveröffentlichung: Dezember 1990 Autoren: Stevie Vincent, Mick Walsh                                                 |
| 1991 | That’s the Way It Is Adventures of Stevie V     | — | — | — | — | — | Dance29 (7 Wo.)Dance | Erstveröffentlichung: Juli 1991 Autoren: Bryce Luvah, Kevin Dozier, Stevie Vincent                                      |
| 1997 | Dirty Ca$h (Remix) –                            | — | — | — | UK69 (2 Wo.)UK | — | — | Erstveröffentlichung: September 1997 feat. Nazlyn, Remix: Todd Terry                                                    |
| 2024 | Dirty Cash (Money Talks) –                      | — | — | — | UK17 Silber · (18 Wo.)UK | — | — | Erstveröffentlichung: 15. November 2024 mit Pawsa                                                                       |

Weitere Singles
- 1993: Push 2 the Limit
- 1994: Paradise

## Auszeichnungen für Musikverkäufe
| Goldene Schallplatte - Griechenland - 2025: für die Single Dirty Cash (Money Talks) (mit Pawsa) - Niederlande - 2025: für die Single Dirty Cash (Money Talks) (mit Pawsa) |

Anmerkung: Auszeichnungen in Ländern aus den Charttabellen bzw. Chartboxen sind in ebendiesen zu finden.
| Land/RegionAuszeichnungen für Musikverkäufe (Land/Region, Auszeichnungen, Verkäufe, Quellen) | Silber     | Gold     | Platin | Verkäufe | Quellen         |
| -------------------------------------------------------------------------------------------- | ---------- | -------- | ------ | -------- | --------------- |
| Griechenland (IFPI)                                                                          | —          | Gold1    | —      | 10.000   | Einzelnachweise |
| Niederlande (NVPI)                                                                           | —          | Gold1    | —      | 45.000   | nvpi.nl         |
| Vereinigtes Königreich (BPI)                                                                 | 2× Silber2 | —        | —      | 400.000  | bpi.co.uk       |
| Insgesamt                                                                                    | 2× Silber2 | 2× Gold2 | —      |          |                 |